# Якутск (дубель-шлюпка)
«Якутск» — дубель-шлюпка, построена для Ленско-Енисейского отряда Великой Северной экспедиции под руководством капитан-командора Витуса Беринга, целью которого было обследования побережья от устья Лены до Енисея.

## Описание судна
Дубель-шлюпка «Якутск» была построена в 1735 году в Якутске. Длина – 21,4 м; ширина – 5,5 м; глубина трюма – 2 м. Строительство велось под руководством корабельного мастера Ф. Ф. Козлова. На основании изучения шканечных (вахтенных) журналов, сохранившихся в архиве, известный историк В. А. Троицкий составил описание «Якутска». По его мнению, это было двухмачтовое судно, обшивка которого была изготовлена из лиственницы, а набор – из сосны и ели. Парусное вооружение состояло из грота, фока, стакселя, кливера и топселей. Для движения в безветренную погоду использовались весла – по 12 с каждого борта. Управление осуществлялось с помощью румпеля с крыши кормовой каюты. На судне находилось две шлюпки – ялбота, один из которых поднимался на палубу, а второй буксировался за кормой. Артиллерийское вооружение состояло из четырех фальконетов, размещенных попарно на носу и корме. Экипаж состоял из 17 человек (3 офицера, 5 унтер-офицеров и 9 матросов). В качестве гребцов на судно направили 28 солдат из Якутского и Тобольского гарнизонов.

## История службы
14 августа 1735 года «Якутск» с экипажем 50 человек вышлел в открытое море, но в связи с изменением погоды почти сразу встал вопрос о зимовке. Местом для этого было выбрано устье Оленека. Река освободилась от льда только через год — выйти в море удалось 3 августа 1736 года. 19 августа была достигнута самая северная точка, достигнутая кораблями всей Северной экспедиции — 77°29'. Повернули обратно, но из-за скопления льдов и позднего времени плавания в данных широтах не найдя подходящего места зимовки, 25 августа вернулись к устью Оленека, а 29 августа после неудачной попытки высадиться Прончищев сломал ногу и менее чем через сутки скончался. Главой отряда стал Челюскин, только 6 сентября экипажу судна удалось войти в реку и расположиться на зимовку.
В декабре 1736 года Челюскин выехал в Якутск с докладом Берингу, прибыв туда только в июне, когда Беринга там уже не оказалось — тем временем два года, отведённые экспедиции, истекли, а основных целей отряд так и не добился. По решению из Санкт-Петербурга, срок исследований был продлён ещё на 4 года, при невозможности же плавания на судне предписывалось его оставить и продолжить исследования сухим путём от Хатанги до Енисея. Новым начальником отряда был назначен Харитон Лаптев.
В июне 1739 года отряд под его руководством в составе 47 человек – почти все участники плавания Прончищева – вышел в море на дубель-шлюпке из Якутска. 21 августа экспедиция достигла мыса, названного мысом Фаддея; на нем соорудили каменный маяк. Из-за льдов «Якутску» пришлось вернуться в низовья реки Хатанги, где отряд остался на зимовку у реки Блудной.
Вновь вышли в море 13 июля 1740 года. Остров Бегичев прошли лишь 12 августа, а в Хатангском заливе дубель-шлюпку задержали льды. На следующий день, находясь на 75°49', судно оказалось со всех сторон окружено льдом. Для защиты от ударов льда с бортов были спущены брёвна, совершена попытка заделать образовавшиеся пробоины. К середине следующего дня оказался затоплен весь провиант. Под напором льда судно резко накренилось на правый борт. Спасательные работы продолжались до вечера 14 августа. Моряки подвели под пробоины в носу пластырь из парусов, откачивали воду. Но к вечеру вода поднялась уже до уровня верхней палубы. В шканечном журнале оставили запись: «7-й час [вечера]. Видя, что спасение судна не в нашей воле, стали доставать из трюма какой можно было достать провиант, выкидывая его на лед и продолжая в то же время отливать воду…». Выгрузив на следующий день все имущество, провиант и собак, к вечеру, поскольку шансов на спасение судна не оставалось, был собран «консилиум» из офицеров и унтер-офицеров, на котором решили, что «…дубель-шлюпку спасти невозможно, и дабы спасти хотя людей, сошли на помянутый стоячий лед». За то время, когда члены отряда занимались доставкой на берег продуктов и предметов, оставленных на льду, дубель-шлюпку южным ветром отнесло на восток, где она затонула на параллели входа в бухту Прончищевой.

## Командиры судна
- Лейтенант Василий Прончищев (30 июня (11 июля) 1735 — 30 августа (10 сентября) 1736)
- Штурман Семён Челюскин (30 августа (10 сентября) 1736 — 1737)
- Лейтенант Харитон Лаптев (1738 — 15 (26) августа 1740)

## Наследие
В 2016 году была построена историческая копия шлюпки «Якутск». Копия шлюпки располагается на территории Якутского государственного объединенного музея истории и культуры народов Севера им. Ярославского.